# Bruno Tobback
Bruno Tobback (Lovanio, 22 agosto 1969) è un avvocato e politico belga, presidente del Partito Socialista Differente dal 2011 al 2015, è stato ministro delle pensioni nel Governo Verhofstadt II dal 19 luglio 2004 al 21 dicembre 2007 e ministro dell'ambiente nello stesso periodo.

## Biografia

### Gioventù
Bruno Tobback è figlio di Louis Tobback, ex presidente della sp.a., ex ministro del governo belga ed ex sindaco di Lovanio. A causa della fitta agenda politica di suo padre è rimasto per molto tempo con i suoi nonni a Kessel-Lo. In questo comune, ha iniziato la sua formazione scolastica primaria.
Ha studiato giurisprudenza alla Vrije Universiteit Brussel, dove si è laureato nel 1992. Nel 1994 ha inoltre conseguito la laurea in diritto sociale ed economico all'Università di Gand. Nel corso degli ultimi studi (1992-1994), ha fatto uno stage presso il commissario europeo Karel Van Miert.

### Carriera professionale e politica
Dopo la laurea ha lavorato come avvocato presso il foro di Bruxelles. È rimasto attivo fino al 2001. Nel 1994 inizia la sua carriera politica venendo eletto nel Consiglio Provinciale del Brabante-Fiammingo. Nelle prime elezioni dirette del Parlamento fiammingo il 21 maggio 1995 viene eletto nella circoscrizione di Lovanio. Anche dopo le elezioni fiamminghe del 13 giugno 1999, viene eletto nello stesso parlamento. Dal settembre 2001 al giugno 2004 è stato membro del Gruppo SP / Partito Socialista. 
Alle successive elezioni fiamminghe del 13 giugno 2004, è stato eletto ancora una volta al Parlamento fiammingo. È stato ministro federale dell'Ambiente e Ministro delle pensioni. Il 22 luglio 2004 è stato sostituito da Flor Koninckx nel Parlamento fiammingo.
Dopo le elezioni federali del 10 giugno 2007 è divenuto membro della Camera dei rappresentanti. Poco dopo, è stato eletto il 16 ottobre 2007 come presidente della sp.a del Brabante Fiammingo. Nel 2008, è stato vittima di un grave caduta mentre faceva alpinismo in Austria, ma senza troppe conseguenze per le sue attività. Il 2 luglio 2009 Tobback è stato sostituito da Peter Vanvelthoven come nuovo leader del sp.a nel Parlamento fiammingo e come capo sp.a alla Camera.
Nel 2011 è stato candidato alla guida del partito a seguito delle dimmission del presidente del partito Caroline Gennez. Era l'unico candidato, e il 18 settembre 2011 ha tenuto la conferenza del partito a Nieuwpoort dove è stato ufficialmente eletto con il 96,6 per cento dei voti. Joke Quintens è stato eletto vice presidente del partito.
Alle elezioni provinciali nel 2012 Tobback è divenuto lijstduwer per il Partito socialista nella circoscrizione di Diest. È stato lijstduwer per la lista del Consiglio sp.a di Lovanio. Nel 2012 ha dichiarato che sperava di non dever succedere al padre come sindaco di Lovanio.
Il 25 maggio 2014 è stato nuovamente eletto membro del Parlamento fiammingo nella circoscrizione del Brabante Fiammingo. Nel giugno 2015 ha perso le elezioni per la presidenza del Partito Socialista in favore di John Crombez che gli è succeduto alla guida del partito. 
Ha una figlia dal suo primo matrimonio.